# Col des Bordères
Le col des Bordères est un col de montagne routier des Pyrénées à 1 161 mètres d'altitude, dans le Lavedan, dans le département français des Hautes-Pyrénées en Occitanie.

## Toponymie
Bordères vient du gascon bordèras, les « petites maisons ».

## Géographie
Le col des Bordères est situé dans la commune d'Arrens-Marsous et permet de rejoindre la commune d'Estaing à l'est. Il est le passage entre la vallée d'Arrens et la vallée d'Estaing par la route départementale D 603.
Le col se trouve à l'ouest du pic Arrouy (1 522 m) et au nord du pic du Midi d'Arrens (2 267 m).

## Cyclisme

### Profil de l'ascension
Sur le versant ouest, l’ascension finale démarre du centre d'Arrens-Marsous (875 m) pour 4,5 km à 6 % de moyenne.
Sur le versant est, l’ascension au départ d'Argelès-Gazost (455 m) par Bun pour 14,5 km est à 4,8 % de moyenne. L’ascension finale démarre de la mairie d'Estaing (960 m) pour 3 km à 6,5 % de moyenne.

### Tour de France
Le col des Bordères a été franchi à quatre reprises par le Tour de France, chaque fois classé en 2e catégorie. Lors de l'édition 1987, Teun van Vliet passe en tête, en 1989 c'est Miguel Indurain et en 2018 lors de la 19e étape Tanel Kangert le franchit en première position. En 2025, Bruno Armirail y passe en tête lors de la 12e étape.